# Saint-Étienne-de-Baïgorry

Saint-Étienne-de-Baïgorry este o comună în departamentul Pyrénées-Atlantiques din sud-vestul Franței. În 2009 avea o populație de 1.618 de locuitori.

## Evoluția populației
| An        | 1975  | 1982  | 1990  | 1999  | 2006  | 2009  |
| --------- | ----- | ----- | ----- | ----- | ----- | ----- |
| Populație | 1.783 | 1.691 | 1.565 | 1.525 | 1.602 | 1.618 |